# Falkenhain (Meuselwitz)
Falkenhain ist ein Ortsteil von Meuselwitz im Landkreis Altenburger Land in Thüringen.

## Lage
Am Dreiländereck (Thüringen-Sachsen-Sachsen-Anhalt) liegend, erlebte das Dorf eine wechselnde Obrigkeit. Nördlich hinter Meuselwitz in der auslaufenden Leipziger Tieflandbucht war das Dorf geologisch durch die Güte des Bodens im Vorteil. Der Bodenschatz Kohle kostete in der Neuzeit die Heimat. Die Restlöcher des Bergbaus wurden nach Stilllegung der Tagebaue mit Wasser verfüllt. Der Rusendorfer See im Süden steht unter Bergbaurecht, während der Prößdorfer See im Norden zur Naherholung genutzt werden kann.
Die Kreisstraße 216 erfasst den Ort verkehrsmäßig.

## Geschichte

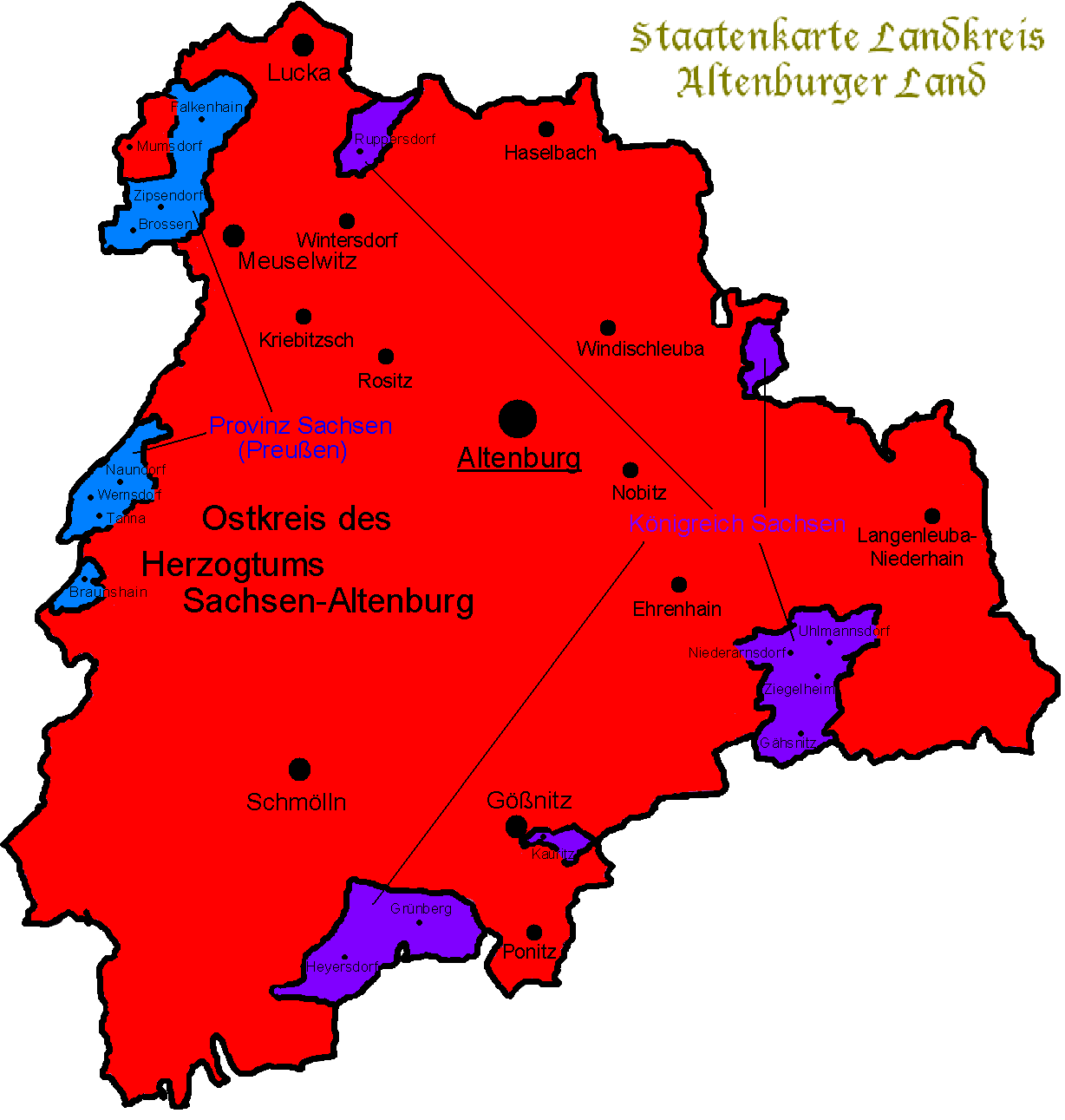
Staatenaufteilung des Altenburger Landes bis 1920

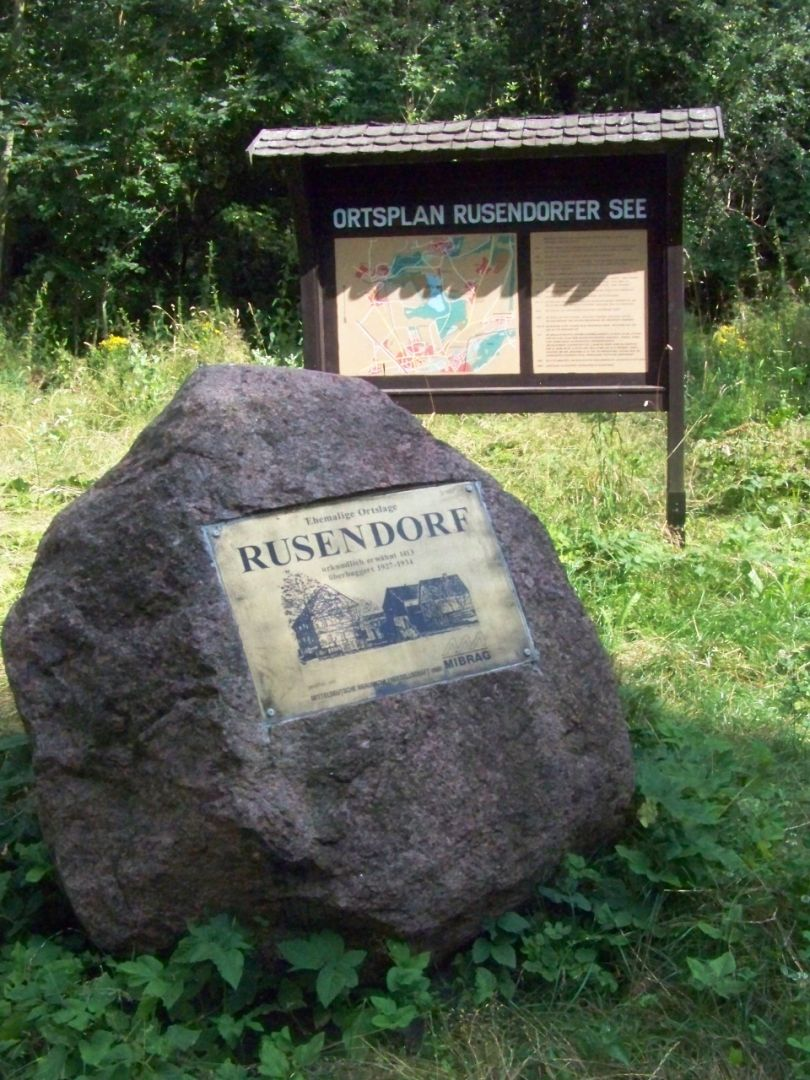
Gedenkstein für das abgebaggerte Rusendorf

Am 8. Juni 1216 wurde Falkenhain erstmals urkundlich genannt. In einer Urkunde des Bischofs Ekkehard von Merseburg wird Rudolfus de Valkenhain genannt. Bis zu Beginn des 20. Jahrhunderts wurde das Bauerndorf vom örtlichen Rittergut dominiert, das ein Sitz derer von Minckwitz war. Unter dessen Gerichtsbarkeit stand auch der Nachbarort Rusendorf. Kirchlich und schulisch war Rusendorf jedoch bis 1891 zu Zipsendorf gehörig. Am 1. November 1891 erfolgte auf Wunsch der Rusendorfer die Einpfarrung nach Falkenhain. Seitdem gingen auch die Rusendorfer Kinder dorthin zur Schule.
Falkenhain ist einer der wenigen Orte des heutigen Landkreises Altenburger Land, der historisch nicht zu Sachsen-Altenburg gehörte. Gemeinsam mit den heute ebenfalls zum thüringischen Meuselwitz gehörigen Orten Brossen, Rusendorf und Zipsendorf lag Falkenhain bis 1815 im Amt Zeitz, das als Teil des Hochstifts Naumburg-Zeitz seit 1561 unter kursächsischer Hoheit stand und zwischen 1656/57 und 1718 zum Sekundogenitur-Fürstentum Sachsen-Zeitz gehörte. Durch die Beschlüsse des Wiener Kongresses kam der Ort im Jahr 1815 zu Preußen und wurde 1816 dem Kreis Zeitz im
Regierungsbezirk Merseburg der Provinz Sachsen zugeteilt. 
Durch die politische Zugehörigkeit von Rusendorf und Falkenhain zu Zeitz ergab es sich, dass das politisch zu Altenburg gehörige Mumsdorf eine Exklave des Herzogtums Sachsen-Altenburg im Zeitzer Stiftsgebiet bzw. seit 1815 in preußischem Gebiet war.
Falkenhain, das im Nordwesten des Meuselwitz-Altenburger Braunkohlereviers liegt, erlebte mit dem Einzug des Braunkohlenbergbaus einen sprunghaften Anstieg der Einwohnerzahlen. Hatte der Ort im Jahr 1905 eine Einwohnerzahl von 599 Personen, waren es 1938 bereits 1180 Einwohner. Weiterhin wandelte sich das bäuerlich geprägte Falkenhain zu einem Industriedorf.
Ab 1905 entstanden südlich von Falkenhain mehrere Tagebaue. Nachdem im Jahr 1924 die Verbindung von Falkenhain in das südlich gelegene Rusendorf unterbrochen wurde, war der Nachbarort nur noch über Umwege erreichbar. Zwischen 1927 und 1933 wurde Rusendorf von der Phönix AG für Braunkohlenverwertung weggebaggert. Der Abschiedsgottesdienst für die Rusendorfer Gemeindemitglieder fand am 17. Juli 1932 in der Falkenhainer Kirche statt. Mit Beschluss des Preußischen Staatsministeriums wurde die Landgemeinde Rusendorf, Kreis Zeitz am 1. Oktober 1932 nach Falkenhain eingemeindet. Zu diesem Zeitpunkt besaß Rusendorf nur noch eine Wohnstätte. Der 1928 aufgeschlossene Tagebau Phönix-Falkenhain zerstörte 1934 die Flur von Rusendorf, welches somit die erste komplette Gemeinde des Meuselwitz-Altenburger Braunkohlereviers war, die dem Braunkohleabbau weichen musste. Bis 1942 zerstörte der Bergbau die Gegend südlich und östlich von Falkenhain. Als Bergbaufolgelandschaft entstand dort, wo sich einst Rusendorf befand, der Rusendorfer See.
Nach einem Angriff der US Air Force mit B-17 Bombern (Flying Fortress) am 30. November 1944 verzeichnete Falkenhain 18 Tote.
Mit der 1952 erfolgten Gebietsreform wurde Falkenhain und die Flur von Rusendorf vom Landkreis Zeitz in den Kreis Altenburg im Bezirk Leipzig umgegliedert. Durch den 1962 erfolgten Aufschluss des „Tagebaus Phönix-Nord“ im Nordwesten des Orts drohte dem Großteil von Falkenhain das gleiche Schicksal wie Rusendorf. Dem voraus gehend war das Dorf in den 1950er Jahren zum Bergbauschutzgebiet erklärt worden, d. h., es durfte im Ort nicht mehr gebaut werden. Durch die auf staatliche Entscheidung erfolgte Zurückfahrung und Stilllegung des Tagebaus Phönix-Nord im Jahr 1968 wurde Falkenhain von der Überbaggerung verschont. Einzig die etwas außerhalb des Ortes gelegene Windmühle wurde abgebaggert.
Mit der politischen Wende und der Bildung der neuen des Freistaats Thüringen kam Falkenhain das erste Mal in seiner Geschichte zu Thüringen. Am 8. März 1994 wurde Falkenhain nach Meuselwitz eingemeindet. 2012 wohnten in Falkenhain 420 Menschen.

## Sehenswürdigkeiten

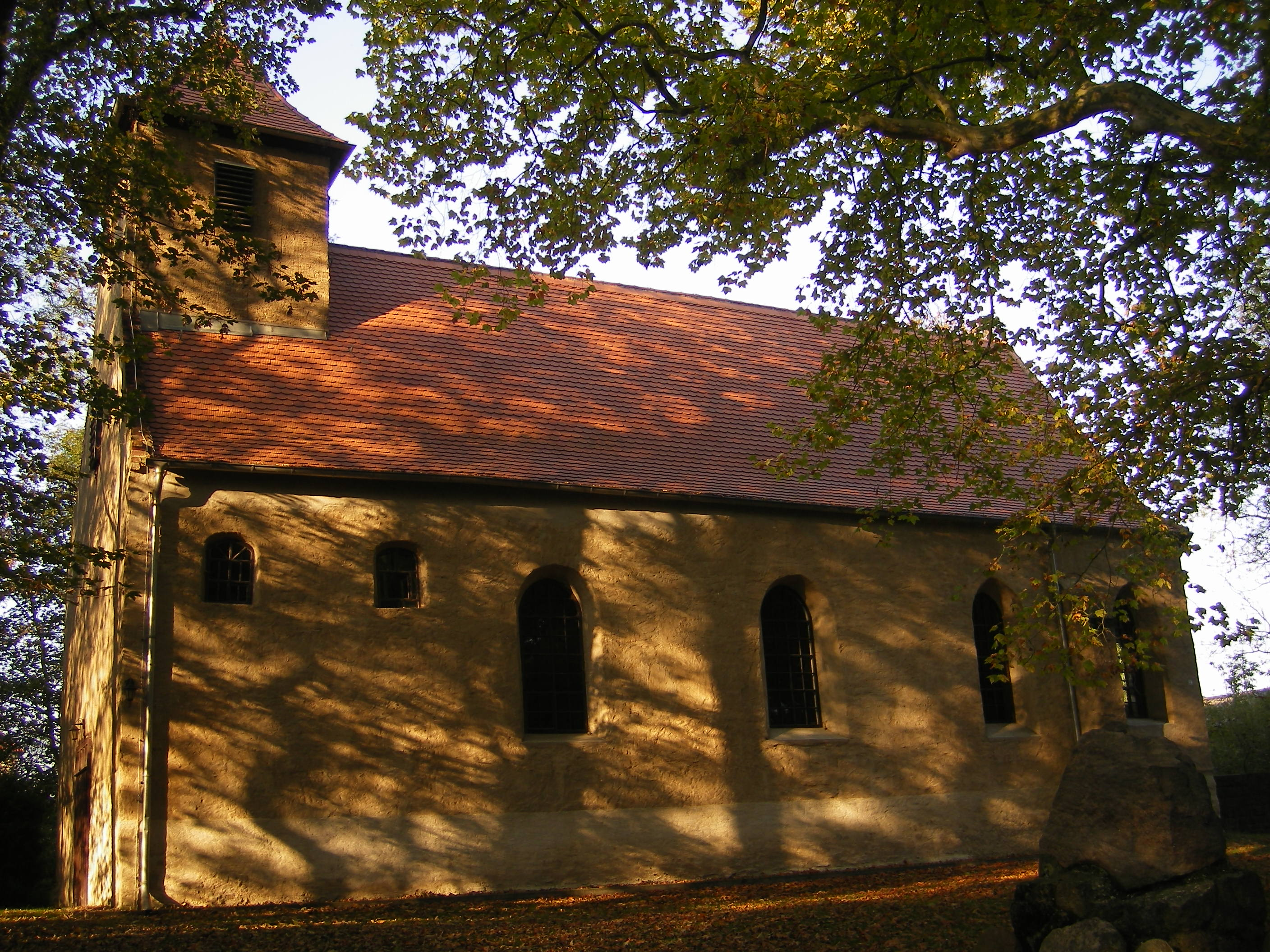
Dorfkirche Falkenhain
Die Dorfkirche Falkenhain ist eines der ältesten Bauwerke der Umgebung. Sie war bereits im Jahr 1457 unter Hans von Minckwitz als Kapelle des Ritterguts vorhanden. Unter dem Patron Rudolph Siegfried von Minckwitz erfolgte 1685 der Erweiterungsbau zu der heutigen Form. Einer der ältesten Taufsteine im Altenburger Land, der nachweislich im 1100 gefertigt wurde, steht auf dem Vorplatz der Kirche.
Gefallenendenkmal von Rusendorf
Auf Wunsch der Rusendorfer Einwohner wurde das 1927 eingeweihte Denkmal der Gefallenen Väter und Söhne vom Ersten Weltkrieg im Jahr 1932 an die Falkenhainer Kirche versetzt, ebenso die für Rusendorf gegossene Glocke von 1928 und ein Gedenkstein.
Sühnekreuz
Ein mittelalterliches Sühnekreuz ist an der Rückseite des Gefallenendenkmals angelehnt. Bis Mitte der 1960er Jahre stand es an der Wegkreuzung Falkenhain – Mumsdorf – Langendorf.
Dreiherrenstein
Zwei Kilometer nordwestlich von Falkenhain befindet sich das Dreiländereck Sachsen, Sachsen-Anhalt und Thüringen. Der Dreiherrenstein befindet sich auf dem Betriebsgelände des Glaswerkes Maltitz.

## Persönlichkeiten
- Hans Rudolph von Minckwitz (1637–1702), königlich-polnischer und kurfürstlich-sächsischer Generalleutnant
- Johann August von Schönfeld (1699–1760), Hof- und Konsistorialrat in Altenburg, ab 1751 Rittergutsbesitzer in Falkenhain
- Viktor von Ponickau (1808–1889), Herr auf Pohla, Schönbrunn und Falkenhain, Landrat des preußischen Kreises Zeitz und Vorsitzender der Kreisritterschaft
- Julius Blüthner (1824–1910), geboren in Falkenhain, Klavierbauer